# 3669 Vertinskij
3669 Vertinskij је астероид главног астероидног појаса са средњом удаљеношћу од Сунца која износи 2,214 астрономских јединица (АЈ).
Апсолутна магнитуда астероида је 13,2.